# Воякин, Дмитрий Алексеевич
Дмитрий Алексеевич Воякин (род. 1 августа 1976, Алма-Ата, Казахская ССР) — казахстанский археолог, кандидат исторических наук.

## Биография
Родился 1 августа 1976 года в Алма-Ате. В 1999 году получил степень магистра с отличием на кафедре археологии факультета истории, археологии и этнографии Казахского Государственного национального университета им. аль-Фараби. В 2010 году защитил диссертацию на соискание степени кандидата исторических наук по теме «Кузнечное ремесло Северо-восточного Семиречья в средние века» под руководством академика Карла Молдахметовича Байпакова.
С 1997 года являлся научным сотрудником и ведущим научным сотрудником, а с 2005 по 2012 гг. руководителем группы по документации и археологической консервации Института археологии им. А. Х. Маргулана, Казахстан.
С 2006 года является генеральным директором научно-исследовательской компании «Археологическая экспертиза».
В 2018—2023 годах возглавлял дипломатическую миссию в Республике Узбекистан — Международный институт центральноазиатских Исследований.
Уполномоченный представитель министра культуры и информации Республики Казахстан по подготовке глобальной конференции Министров культур государств-члeнов ЮНЕСКО «MondiaCult 2025».
Делегат от Республики Казахстан в Комитет всемирного наследия ЮНЕСКО (2013—2017; 2024—2027).
В 2024 году Дмитрий Воякин удостоен статуса «Посол доброй воли Казахстана».

## Научная деятельность
Опубликовал свыше 20 монографий и более 200 научных статей.
Научный редактор второго тома второго издания шеститомной «Энциклопедии археологии», Elsevier.
Руководитель более 20 крупных научных комплексных международных и казахстанских археологических экспедиций.
Региональный фасилитатор серийной транснациональной номинации «Шелковый путь».
Является координатором проекта Университетского колледжа Лондона «Центральноазиатские археологические ландшафты».

## Работы
- Байпаков К. М., Капекова Г. А., Воякин Д. А., Марьяшев А. Н. Сокровища древнего и средневекового Тараза и Жамбылской области. Тараз: Археологическая экспертиза, 2011. — 620 с., илл. В 3-х томах. (каз., рус., англ.). ISBN 978-601-7253-08-0.
- Байпаков К. М., Воякин Д. А. Выдающиеся археологические памятники Казахстана. Алматы, 2014. — 504 с. ISBN 978-601-80392-3-2.
- Петров П. Н., Байпаков К. М., Воякин Д. А. Монетное дело и денежное обращение в Великой Монгольской империи, государствах Чагатаидов и Джучидов на территории Казахстана. Алматы: «Хикари», 2014. — 264 с. ISBN 978-601-7312-43-5.
- Voyakin D.A. Ores from the mountains: mining and metallurgy // *Silk Roads: Peoples, Cultures, Landscapes*, edited by Susan Whitfield. Thames and Hudson: University of California Press, 2019. — P. 188—191. ISBN 978-0-500-02157-6.
- Байпаков К. М., Воякин Д. А., Сейткалиев М. К. Жетытобе: Курганы сакской знати в долине реки Талас. Алматы: Қазақ энциклопедиясы, 2019. — 184 с. ISBN 978-601-7967-12-3.
- Park J-S., Voyakin D., Beisenov A. The implication of diachronic changes reflected in LBA bronze assemblages of Central Kazakhstan // *Archaeological and Anthropological Sciences* (2020) 12 (1), 7. DOI: [10.1007/s12520-019-00989-z](https://doi.org/10.1007/s12520-019-00989-z).
- Park J-S., Voyakin D., Beisenov A. The technological and social implication of the discriminated use of tin and arsenic noted in EIA copper-based objects of Central Kazakhstan // *Archaeological and Anthropological Sciences* (2020) 12 (3), 81. DOI: [10.1007/s12520-020-01036-y](https://doi.org/10.1007/s12520-020-01036-y).
- Воякин Д. А., Сорокин Д. В. Новые методы документации в археологии: теория и практика. Алматы: Институт археологии им. А. Х. Маргулана, 2020. — 840 с. ISBN 978-601-7106-50-8.
- Park J.S., Voyakin D.A. Technological transition and complexity reflected in bronze and brass objects from the medieval site in the Aral Sea region // *Archaeological and Anthropological Sciences* 13(2), February 2021. DOI: [10.1007/s12520-021-01271-x](https://doi.org/10.1007/s12520-021-01271-x).
- Park J.S., Voyakin D.A., Kurbanov B. Bronze-to-brass transition // *Archaeological and Anthropological Sciences* 13(2), February 2021. DOI: [10.1007/s12520-021-01287-3](https://doi.org/10.1007/s12520-021-01287-3).
- Баймуханов Н. Б., Воякин Д. А., Баимбетов Г. М. Истоки тюркской государственности: новые археологические открытия в Восточном Казахстане. Алматы-Самарканд: Международный институт центральноазиатских исследований, 2022. — 72 с. ISBN 978-9943-357-66-2.
- Voyakin D. The Hidden Oghuz. Some Remarks on the Archaeological Investigation of the Kesken-Kuyuk-Kala Site // *Cultures in Contact. Central Asia as Focus of Trade, Cultural Exchange and Knowledge Transmission*, edited by C. Baumer, M. Novák, S. Rutishauser. Otto Harrassowitz GmbH & Co. KG, Wiesbaden, 2022. — P. 503—530. ISBN 978-3-447-11880-4.
- Воякин Д. А., Усманова Э. Р. Горно-металлургический комплекс Бозшаколь 1. Алматы: МИЦАИ, 2023. — 282 с.: ил. ISBN 978-9943-357-71-6.
- Vileikis O., Voyakin D. Central Asian cultural landscapes: Practices and policies // *Routledge Handbook of Cultural Landscape Practice*, edited by Steve Brown, Cari Goetcheus, 2023. — P. 144—149. DOI: [10.4324/9781315203119](https://doi.org/10.4324/9781315203119).
- Voyakin D., Kolchenko V. Asia, Steppe, East: Middle Ages (Kazakhstan and Kyrgyzstan) // *Encyclopedia of Archaeology*, 2nd edition, Volume 4, 2024. — P. 445—483. DOI: [10.1016/B978-0-323-90799-6.00272-X](https://doi.org/10.1016/B978-0-323-90799-6.00272-X).
- Мусакаева А. А., Воякин Д. А. Каталог монет Института археологии Казахстана. Самарканд: МИЦАИ, 2025. — 155 с. (рус., англ.). ISBN 978-601-82190-3-0.
- Петров П. Н., Воякин Д. А., Калинин В. А. Первый кумарыкский клад караханидских дирхамов XI в. Алматы, 2025. — 236 стр., илл. ISBN 978-601-82190-0-9.

## Награды и премии
- 2000—2001 — лауреат стипендии Президента РК для талантливых молодых ученых (НАН РК).
- 2003 — лауреат гранта Президента РК для поддержки молодых казахстанских ученых, научная стажировка в Университете Болоньи (Италия).
- 2007 — победитель конкурса Министерства образования и науки Республики Казахстан и Партии «Нур Отан» за выдающееся открытие в науке.
- 2023 — награждён Президентом Республики Казахстан К. К. Токаевым орденом «Курмет».